# Сан Каталдо (Потенца)
Сан Каталдо је насеље у Италији у округу Потенца, региону Базиликата.
Према процени из 2011. у насељу је живело 950 становника. Насеље се налази на надморској висини од 775 м.